# 35 Komenda Odcinka Przemyśl
35 Komenda Odcinka Przemyśl – samodzielny pododdział Wojsk Ochrony Pogranicza.
35 Komenda Odcinka sformowana została w 1945 w strukturze 8 Oddziału Ochrony Pogranicza. We wrześniu 1946 odcinek wszedł w skład Rzeszowskiemu Oddziałowi WOP nr 8. W 1948, na bazie 35 Komendy Odcinka sformowano Samodzielny Batalion Ochrony Pogranicza nr 31.
Ze względu na ustawiczne zagrożenie ze strony nacjonalistów ukraińskich z OUN-UPA strażnice WOP na tym terenie były fortyfikowane (zasieki z drutu kolczastego, stanowiska broni maszynowej, bunkry itp). Żołnierze znajdowali się w stałym pogotowiu bojowym. Nie wolno było im wychodzić pojedynczo lub bez broni. W Przemyślu stacjonowała konna grupa operacyjna, przeznaczona do szybkiego reagowania. Żołnierze 35 Komendy wzięli czynny udział w walkach z UPA oraz operacji wojskowej „Wisła”. Ochraniali także ludność ukraińską przesiedlaną do ZSRR.

## Struktura organizacyjna
Dyslokacja 35 Komendy Odcinka przedstawiała się następująco :
- komendantura odcinka i pododdziały sztabowe – Przemyśl
- 158 strażnica – Kalniaków
- 159 strażnica – Torki
- 160 strażnica – Stanisławczyk
- 161 strażnica – Kalwaria Pacławska